# وسط ليزري

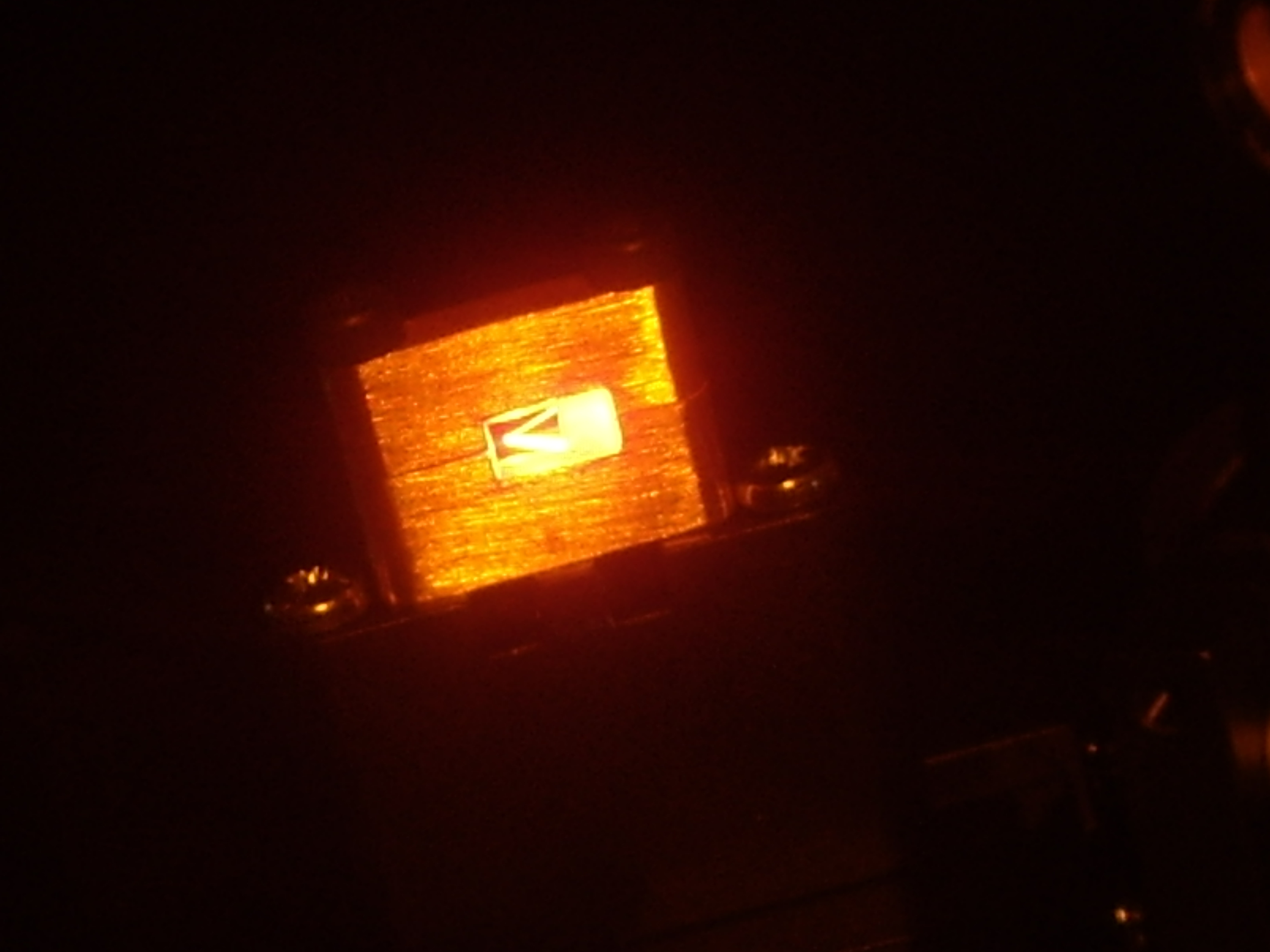

الوسط الفعال هو مصدر الفوتونات الرئيسي داخل الليزر، حيث يصدر الفوتونات بالاعتماد على الاصدار المحثوث والتلقائي للتحولات الإلكترونية أو الجزيئية عند الأنتقال إلى سويات طاقية أدنى بعد أن يتم تحقيق شرط الإسكان المعكوس عن طريق عملية الضخ.
من الأمثلة على الأوساط الفعالة ما يلي:
- أوساط بلورية، عادة ما تكون مشوبة بأيونات ترابية نادرة (مثل النيوديميوم أو الإتيربيوم أو الإربيوم) أو أيونات معدنية انتقالية (التيتانيوم أو الكروم)؛ وفي بعض الأحيان الإيتريوم العقيق الألومنيوم (Y3Al5O12)، الإيتريوم أورثوفانديت (YVO4)، أو الياقوت (Al2O3) ؛ [1] وفي بعض الأحيان بروميد السيزيوم الكادميوم (CsCdBr3)
- أوساط زجاجية، على سبيل المثال السيليكات أو أكاسيد الفوسفور؛ [2]
- الغازات، على سبيل المثال خليط الهيليوم والنيون (HeNe) أو النيتروجين أو الأرغون أو أول أكسيد الكربون أو ثاني أكسيد الكربون أو أبخرة المعادن؛ [3]
- أنصاف النواقل، على سبيل المثال زرنيخيد الغاليوم (GaAs)، زرنيخيد الغاليوم الإنديوم (InGaAs)، أو نتريد الغاليوم (GaN).[4]
- السوائل، كالسوائل المستخدمة في الليزر السائل.[5][6]

من أجل توليد ليزر، يجب تحقيق شرط الإسكان المعكوس، يتطلب إعداد هذه الحالة مصدر طاقة خارجي ويعرف باسم ضخ الليزر، يمكن تحقيق الضخ بواسطة التيارات الكهربائية (على سبيل المثال أنصاف النواقل، أو الغازات عن طريق التفريغ الكهربائي) أو بالضوء، الذي تولده مصابيح التفريغ أو بواسطة أشعة الليزر الأخرى (أنصاف نواقل)، يمكن ضخ الأوساط الفعالة أيضاً عن طريق التفاعلات الكيميائية، أو باستخدام حزم إلكترونية عالية الطاقة.

## اقرأ أيضا
- الليزر
- تأثير زيمان
- ذرة
- مدار ذري
- توزيع إلكتروني
- طيف
- الليزر
- لحام فيض الليزر
- ارتجاع ضوئي